# Euxoa insignata
Euxoa insignata är en fjärilsart som beskrevs av Walker 1856. Euxoa insignata ingår i släktet Euxoa och familjen nattflyn. Inga underarter finns listade i Catalogue of Life.